# Achille benda Patroclo
Achille benda Patroclo è il nome convenzionale attribuito ad una Kylix a figure rosse di produzione attica, capolavoro della ceramografia classica, detto anche Kylix di Sosias, datata intorno al 500 a.C., del diametro di 32 cm. Si tratta dell'unico manufatto firmato del celebre ceramografo Sosias. Proveniente da Vulci, oggi appartiene all'Antikensammlung Berlin, inventariata al Nr. F 2278, ed è esposta nell'Altes Museum.

## Descrizione
Si tratta di una kylix, ossia una coppa da vino in ceramica, utilizzata durante i banchetti. Un'iscrizione dipinta sullo stesso vaso ne riporta l'autore della decorazione, il ceramografo Sosias, considerato tra i massimi artisti della prima generazione di pittori a figure rosse, del quale costituisce l'unico esemplare firmato.

### Scene dipinte
La decorazione comprende due raffigurazioni indipendenti, il cui legame non è stato identificato. 

#### Esterno
Sulla fascia decorativa esterna, frammentaria, è rappresentato Ercole accolto tra gli dei dell'Olimpo.

#### Interno
Di grande interesse è la scena rappresentata nel clipeo centrale della coppa, con l'eroe omerico Achille che fascia il braccio dell'amante Patroclo, ferito in battaglia. Nell'Iliade di Omero sono abbondantemente descritte le vicende dei due guerrieri, ma in questo caso non è chiaro se si tratti di un episodio proveniente dal poema omerico o da un altro poema del ciclo troiano; non si può neppure escludere che si tratti di un'invenzione del pittore. Di particolare interesse il fatto che tra i due protagonisti della scena Patroclo sia raffigurato come un uomo maturo che ha affrontato il nemico in battaglia, mentre un Pelìde ancora imberbe sembra assumere il ruolo di eròmenos.

### Stile
Da un punto di vista stilistico, l'episodio in questione, distante dalle consuete rappresentazioni di episodi epici di battaglia, costituisce un raro esempio di raffigurazione di una scena di vita quotidiana. Le espressioni dei personaggi, in particolare la smorfia di dolore sul volto di Patroclo, sono rese con notevole intensità psicologica. Notevole abilità tecnica è mostrata dal pittore nella resa dei profili, nei quali gli occhi non sono dipinti frontalmente come era consuetudine.